# Liste der Kulturdenkmäler in Weifenbach
Die folgende Liste enthält Kulturdenkmäler in Biedenkopf-Weifenbach im Landkreis Marburg-Biedenkopf, Hessen.
| Bild                  | Bezeichnung           | Lage                     | Beschreibung                                                                                    | Bauzeit | Daten |
| --------------------- | --------------------- | ------------------------ | ----------------------------------------------------------------------------------------------- | ------- | ----- |
| Ev. Kirche Weifenbach | Ev. Kirche Weifenbach | Lahn-Eder-Straße 47 Lage | 18. Jh. Rechteckiger Fachwerkbau, verschiefert; mit kräftigem Haubendachreiter. Anbau von 1960. | 18. Jh. |       |